# Jeremy Houghton

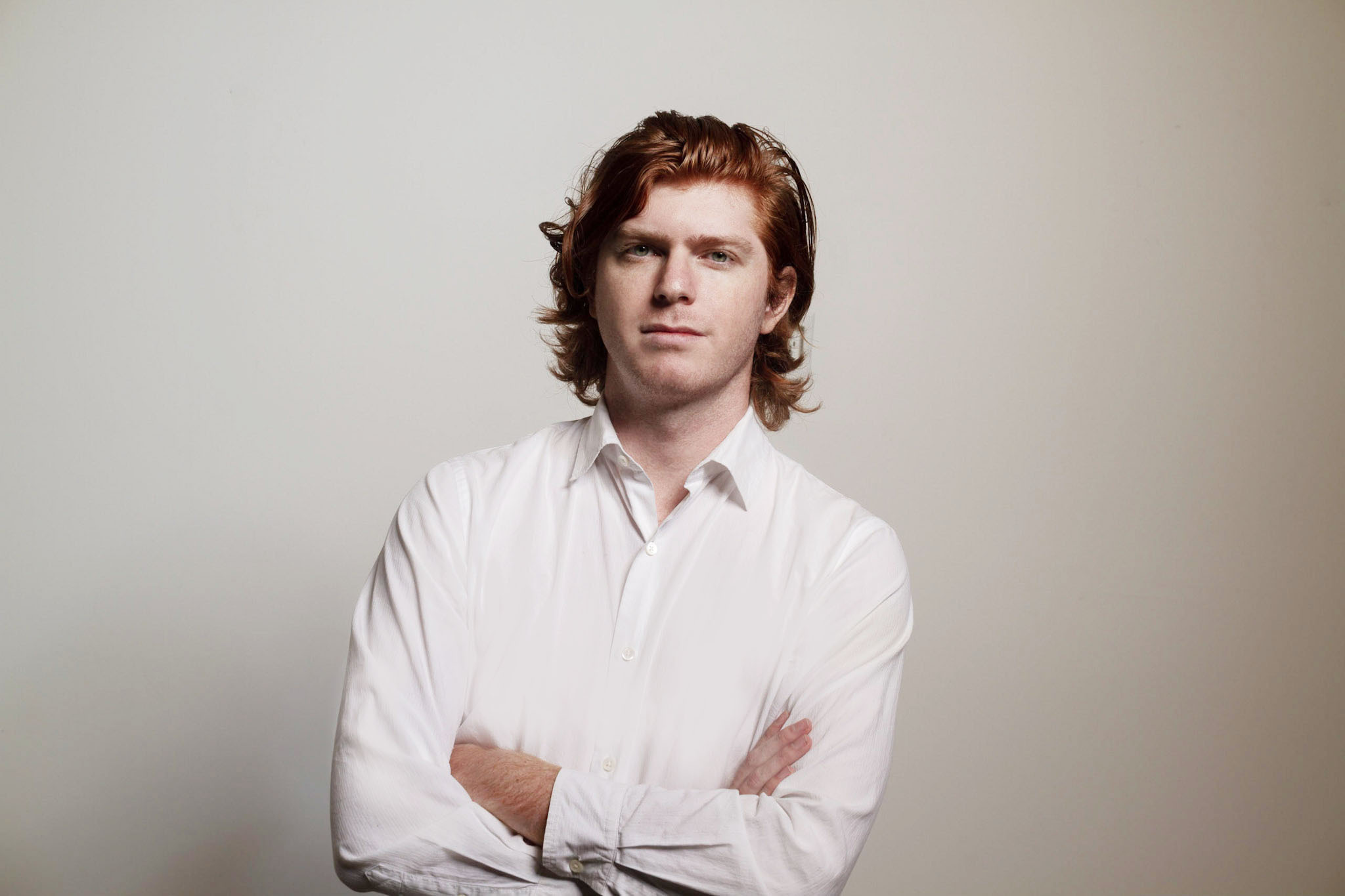
Jeremy Houghton

Jeremy Houghton es un empresario estadounidense más conocido por sus contribuciones a la industria de la televisión por internet como fundador y director ejecutivo de Vody. Como director ejecutivo, Houghton jugó un papel decisivo en el desarrollo de los servicios de streaming HBO Max y Peacock.